# Piteå (comune)
Piteå è un comune svedese di 40 874 abitanti, situato nella contea di Norrbotten. Il suo capoluogo è la cittadina omonima.

## Geografia antropica
Ci sono 14 località (aree urbane) nel comune di Piteå
| #  | Località     | Popolazione |
| -- | ------------ | ----------- |
| 1  | Piteå        | 22 650      |
| 2  | Bergsviken   | 2 317       |
| 3  | Rosvik       | 1 766       |
| 4  | Norrfjärden  | 1 423       |
| 5  | Hortlax      | 1 247       |
| 6  | Roknäs       | 1 242       |
| 7  | Jävre        | 572         |
| 8  | Lillpite     | 454         |
| 9  | Böle         | 418         |
| 10 | Hemmingsmark | 398         |
| 11 | Sjulsmark    | 369         |
| 12 | Svensbyn     | 362         |
| 13 | Blåsmark     | 332         |
| 14 | Sikfors      | 211         |

La sede municipale in grassetto

## Amministrazione

### Gemellaggi
Il comune di Piteå è gemellata con 3 città:
- Grindavík
- Kandalaksha
- Saint Barthélemy (una Collettività d'oltremare della Francia)